# Agapenore
Nella mitologia greca, Agapenore era uno dei re dell'Arcadia e figlio di Anceo.

## Il mito
Agapenore, figlio di Anceo il grande, era uno dei pretendenti di Elena, uno degli eroi che prese parte alla guerra di Troia, senza effettuare azioni di rilievo. Andò all'assedio di Troia con 60 navi, partendo dall'Arcadia.
Una volta finita la guerra, al ritorno decise di stabilirsi nell'isola di Cipro, dove era naufragato. In seguito riuscì a fondare la città di Pafo, dove eresse un grande tempio ad Afrodite. Ebbe una figlia di nome Laodice.

### Fonti
- Pseudo-Apollodoro, Biblioteca
- Pausania, Periegesi della Grecia, 8.5.2
- Igino, Fabulae
- Omero, Iliade

### Moderna
- Robert Graves, "I miti greci"
- Angela Cerinotti, "Miti greci e di roma antica"
- Anna Ferrari, "Dizionario di mitologia" ISBN 88-02-07481-X